# سطح حلقي معمم
السطح الحلقي المعمم
```

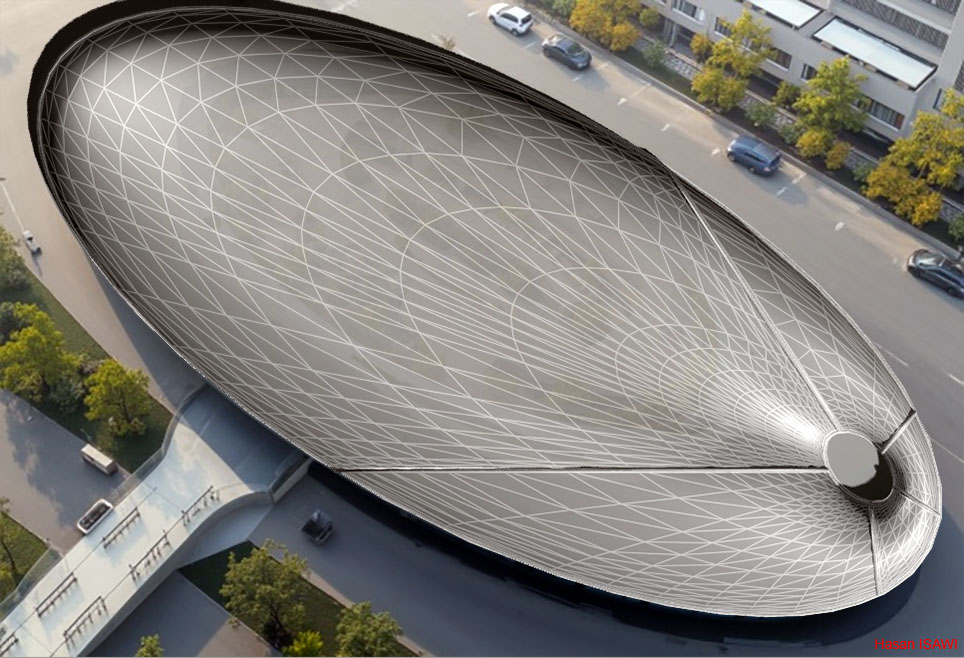
سطح دويري عام

(Generalized Toric Surface) يشير الى سطح مغلف لأسطح تربيعية غير مسطرة (

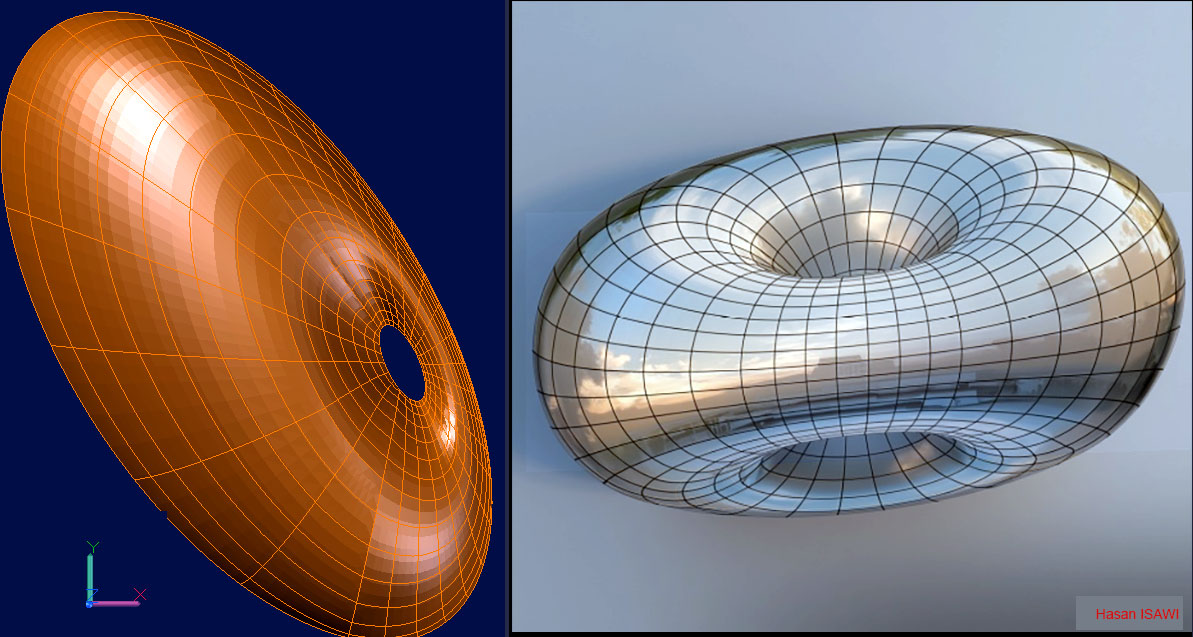
سطح حلقي ناقصي يغلف التحويل الإسقاطي لاسطح ناقصية متقابلة ولكن غير متشابهة

سطح ناقص
، 
مكافئ
 أو 
زائد بطيتين
)، مُكافئ 
طوبولوجيًّا
 لطارة (حلقة). يُنشأ كسلسلة متواصلة من التحويلات الاسقاطية لثلاثة اسطح تربيعية متقابلة.
[
1
]
```

## الشروط الهندسية
1. أسطح تربيعية غير متحدة المركز وغير مصطفة.
2. المواقع المتبادل: خارجية (منفصلة)، متماسة خارجيًّا (تماس دون احتواء)، متقاطعة خارجيًّا (دون تداخل).

## حالات خاصة
- سطح دوبان: غلاف لثلاث كرات مختلفة.
- الطارة الكلاسيكية: سطح دوراني يعمل كغلاف لثلاث كرات متساوية.